# Ayutla
Ayutla, anche Ayutla Tecún Umán o Ciudad Tecún Umán, è un comune del Guatemala facente parte del dipartimento di San Marcos.